# 絆のペダル
『絆のペダル』（きずなのペダル）は、2019年8月24日（土曜日）21:20 - 23:20まで日本テレビ系『24時間テレビ 愛は地球を救う42』内で放送されたスペシャルドラマ。主演は相葉雅紀。
ロードレーサー・宮澤崇史が肝臓病を患った母に生体肝移植を行ったのちに奇跡的に復帰するまでの軌跡を描く。

## あらすじ
走行距離が200kmを超える、世界一過酷なスポーツとさえいわれるロードレースにおいて、第一線で活躍していた日本人ロードレーサーがいた。彼の名前は宮澤崇史。
1992年にテレビで放送されていたツール・ド・フランスを見て感銘を受けた崇史は、ロードレース選手になる夢を抱いた。
元気なだけが取り柄の息子が初めて大きな目標を見つけたことに母は喜び、その夢を叶えるべく全力で応援することを約束する。崇史は高校卒業後にプロの自転車選手の道へと進み、徐々に頭角を現し始めた。多くの試練や困難を乗り越えて「日本一の自転車選手になる」夢を手にするまであと一歩となった矢先に母が肝臓を患って倒れてしまう。
医師から生体肝移植以外に母を救う手立てはないと告げられ、その移植する肝臓の適合者に最たる人物は息子である崇史だと知らされる。身を粉にして働き続け、崇史の夢を最優先に考えてくれた母を救うためならばと、躊躇いなく自身の肝臓を提供することを申し出る。しかし、一部とはいえ臓器の摘出手術を受ければ体に大きなダメージが残り、ロードレーサーとして第一線に復帰するのは極めて困難であることは明らか。母は息子を気遣い生体肝移植を行わないことも考えたが、崇史の優しさと強い願いに絆されて手術を受ける決意を固めた。
手術後、母は順調に回復。崇史も懸命にリハビリに励み、競技に復帰したものの期待される成果を残せずチームを離脱。その後、フランスに渡り個人登録選手としてヨーロッパを中心に競技に参戦する。努力と挑戦を積み重ねて再びトップアスリートとして返り咲いて帰国。2010年に行われたロードレース大会で優勝を果たし、母との約束であった「日本一」を手中に収めた。

## キャスト
- 宮澤崇史 - 相葉雅紀（幼少時代：森崎海來[3]、少年時代：込江大牙[3]、中高生時代：高橋恭平 (なにわ男子 / 関西ジャニーズJr.)[4]）
- 宮澤純子 - 薬師丸ひろ子[5]
- 椎名優希 - 波瑠[5]
- 新谷圭吾 - 田中圭[5]
- 宮澤妙子 - 酒井若菜[6]（少女時代：安原琉那[7]、中高生時代：日比美思）
- 荒川将也 - 藤井隆
- 桐生 - 原晋[8]
- 広田信二 - 今井悠貴
- 巻山周 - 堀家一希
- 南健太郎 - 田川隼嗣
- 高杉監督 - 村上新悟
- 東城章 - 平岡祐太
- 児島光一 - 高橋努
- 小野拓也 - 小柳友
- 遠山俊也、高村佳偉人、金城大和、浅井浩介、石井心咲、岡田翔太郎、白石惇也、阿部朋子、津田真澄、久保田南美、武田一馬、久留飛雄己、篠原剛、片山公輔

## スタッフ
- 監修 - 宮澤崇史
- 自転車監修 - Y's Road（松坂佳彦、西村あずさ）
- 自転車ロードレース監修 - 城田大和
- 自転車協力 - Y's Road、KhodaaBloom (コーダブルーム) 、NESTO
- 脚本 - 松田裕子
- 演出 - 猪股隆一
- 音楽 - 松本晃彦
- 医療監修 - 中澤督雄、山本昌督
- VFX - 田中貴志、伊野部陽平
- アクションコーディネーター - 柴原孝典
- カースタント - 海藤幸広
- ロケ協力 - 富士の国やまなしフィルムコミッション、笛吹市役所、山梨県スポーツ協会、境川自転車競技場、比企フィルムコミッション、小川町、川島町、国立女性教育会館（ヌエックベストサポート）、成田ロケーションサービス、袖ヶ浦フォレストレースウェイ、オンワード、大垣共立銀行、レントシーバー
- チーフプロデューサー - 池田健司
- プロデューサー - 福井雄太、能勢荘志、仲野尚之（AX-ON）、難波利昭（AX-ON）
- 制作協力 - AX-ON
- 製作 - 日本テレビ